# Ideogram
Ideogram — умовно безкоштовна нейронна мережа для генерації зображень, розроблена компанією Ideogram Inc. , заснованої в 2022 році в Торонто з використанням методів глибокого навчання. Вона створює цифрові зображення на основі описів природною мовою — промптів. Відмінна риса моделі — здатність генерувати більш розбірливий текст на зображеннях в порівнянні з іншими моделями перетворення тексту на зображення.

## Історія
Компанія Ideogram була заснована в 2022 році Мохаммадом Нурузі (англ. Mohammad Norouzi), Вільямом Чаном (англ. William Chan), Читваном Сахарією (англ. Chitwan Saharia) та Джонатаном Хо (англ. Jonathan Ho) з метою розробки покращеної моделі перетворення тексту на зображення.
Модель Ideogram 0.1 вийшла 22 серпня 2023 року після залучення стартових інвестицій на $16,5 млн від венчурних фондів Andreessen Horowitz та Index Ventures.
У лютому 2024 року Ideogram випустила модель версії 1.0 та залучила інвестиції на суму 80 мільйонів доларів.
Влітку 2024 року до Ideogram приєднався Ейдан Гомар (англ. Aidan Gomar).
У серпні 2024 року Ideogram випустила свою модель 2.0. Ця модель має кілька стилів, таких як реалістичний, дизайн, 3D і аніме, а також покращеною здатністю формувати текст.
У березні 2025 року було випущено модель Ideogram 3.0. В оновленні основний упор був зроблений на поліпшення фотореалістичності зображень, що генеруються, а також на збільшення можливостей рендерингу тексту.